# Nie patrz w dół (film 2022)
Nie patrz w dół (ang. Fall) – amerykańsko-brytyjski thriller z 2022 roku w reżyserii Scotta Manna.

## Fabuła
Film opowiada o dwóch przyjaciółkach, Becky Connor (Grace Currey) i Shiloh Hunter (Virginia Gardner), które są entuzjastkami wspinaczki. Pewnego razu postanawiają dostać się na szczyt opuszczonej wieży telewizyjnej KXTV/KOVR Tower na środku kalifornijskiej pustyni. Udaje im się wejść, lecz zostają tam uwięzione.

## Obsada
- Grace Caroline Currey jako Becky Connor
- Virginia Gardner jako Shiloh Hunter
- Jeffrey Dean Morgan jako James Conner
- Mason Gooding jako Dan Connor

## Produkcja
Zdjęcia nagrywane były w górach Shadow Mountains, położonych na pustyni Mojave w Kalifornii.

## Sequel
W produkcji są dwie kontynuacje filmu.